# Gatunek malarski
Gatunek malarski – element systematyzacji przedstawień malarskich w oparciu o treść (tematykę):
- akt
- portret
- martwa natura
- weduta
- pejzaż
- marina
- batalistyka
- animalistyka
- malarstwo rodzajowe
- malarstwo religijne
- malarstwo mitologiczne
- malarstwo historyczne
- malarstwo alegoryczne
- malarstwo abstrakcyjne (bezprzedmiotowe)

Często różne gatunki zazębiają się i niektóre obrazy trudno przypisać do określonej kategorii na podstawie tematyki. Pejzaże zawierają elementy narracji, portrety mogą uwzględniać sceny z życia codziennego, weduta często łączy się z mariną itp.
Podział malarstwa na kategorie i gatunki dokonał się w XVII w. Hierarchię tematów malarskich stworzyła francuska Królewska Akademia Malarstwa i Rzeźby założona w 1648 r. Najwyżej oceniano „malarstwo historyczne”, do którego zaliczano tematy religijne, literackie, mitologiczne, alegoryczne i stricte historyczne. Dalej następowało malarstwo portretowe, rodzajowe (termin stworzony w XVIII w.) i pejzażowe. Najniżej ceniono martwa naturę, traktując ją jako zwykłe naśladownictwo natury. Ocenianie wartości obrazu na podstawie jego tematyki zarzucono pod koniec XIX w.